# الدوري التركي الممتاز 1959-60
الدوري التركي الممتاز 1959-60 (بالتركية: 1959-60 Millî Lig)‏ هو الموسم 2 من  الدوري التركي الممتاز. أشرف على تنظيمه اتحاد تركيا لكرة القدم، وكان عدد الأندية المشاركة فيه  20، وفاز فيه نادي بشكتاش.